# Boeing X-53 Active Aeroelastic Wing
Le programme X-53 Active Aeroelastic Wing, ou AAW, était un projet de recherches américain en deux phases, mené conjointement par l'Air Force Research Laboratory (AFRL), Boeing Phantom Works et le Dryden Flight Research Center de la NASA — désormais renommé « Neil A. Armstrong Flight Research Center » — et pour lequel la technologie mise au point fut testée à l'aide d'un McDonnell Douglas F/A-18 Hornet modifié.
La technologie « Active Aerolastic Wing » (en français : « aile aéroélastique active »), très complexe, est une technologie pluridisciplinaire qui intègre les études aérodynamiques, les contrôles et la connaissance des caractéristiques structurelles afin d'exploiter et contrôler la torsion élastique de l'aile d'un avion à de hautes vitesses et sous de sévères contraintes de pression dynamique. En employant de multiples contrôles aérodynamiques de bord d'attaque et de bord de fuite comme de petites « languettes aérodynamiques », de subtiles torsions aéroélastiques peuvent être produites pour créer de grandes capacités de contrôle de l'aile, tout en réduisant les charges aérodynamiques dans les conditions de contraintes élevées ou la traînée dans des conditions de contraintes plus faibles. Le X-53 fut le premier programme à démontrer l'emploi et l'intérêt de la technologie AAW à échelle réelle.

## Conception et développement
Gerry Miller et Jan Tulinius menèrent le développement du concept initial au milieu des années 1980, pendant des essais en soufflerie réalisés sous un contrat passé avec l'US Air Force. La désignation « X-52 » fut contournée afin d'éviter la confusion avec le bombardier B-52 Stratofortress. Edmund Pendleton était le directeur du programme pour l'US Air Force,,, tandis que Denis Bessette était le responsable du programme au Dryden Flight Research Center.
La version de préproduction du F/A-18 Hornet était un cobaye idéal pour la mise à l'épreuve de la technologie AAW. Il possédait en effet des ailes à l'allongement relativement élevé pour un chasseur, avec une résistance adéquate mais aucun renfort additionnel pour résoudre les problèmes d'aéroélasticité (la version de série de l'avion avait reçu ces renforts, et la flexibilité de ses ailes était moindre). Le F/A-18 modifié pour devenir le X-53 reçut des surfaces de contrôle modifiées sur le bord d'attaque de ses ailes, devant agir de concert avec les deux surfaces de contrôle de bord de fuite afin de produire une torsion aéroélastique et procurer à l'avion d'excellentes caractéristiques en roulis aux vitesses transsoniques et supersoniques,.
L'idée de l'AAW émergea de l'observation que la géométrie structurelle d'une aile pouvait être modifiée par le déploiement d'autres surfaces mobiles sur celle-ci, un phénomène de torsion connu sous le nom d'aéroélasticité. En particulier, la plupart des avions modernes emploient des becs de bord d'attaque pour produire plus de portance pendant certaines phases du vol, telles l'atterrissage ou des manœuvres serrées en combat aérien. En déployant les becs en même temps que les ailerons, le couple de torsion appliqué à l'aile peut être réparti de manière uniforme de chaque côté de ses longerons, éliminant le phénomène de vrillage habituellement rencontré, ce qui renforce l'autorité de contrôle des ailerons. Ceci signifie en retour qu'un mouvement plus faible des ailerons est nécessaire pour produire une quantité de mouvement donnée, ce qui à son tour signifie que la traînée produite par les ailerons et ses effets négatifs sur la manœuvrabilité de l'avion sont réduits. Toutefois, l'utilisation des gouvernes pour éliminer la torsion de l'aile et ses effets négatifs sur la manœuvrabilité ne fut pas le seul objectif de ce programme. L'étape suivante consistait en effet à créer une composante de torsion sur l'aile, afin d'augmenter la manœuvrabilité de l'appareil. Lorsque les commandes sont appliquées correctement, l'aile se déforme moins et dans le sens opposé à celui d'une aile classique pendant les manœuvres. De plus, avec une autorité des ailerons fortement renforcée, l'avion équipé d'un tel système peut se passer des systèmes actionnant différentiellement les gouvernes de profondeur, un système habituellement utilisé par les chasseurs pour améliorer leur vitesse angulaire en roulis, par exemple les F-14, F-15, F-16 ou même — dans ses versions de production — F/A-18. De même, le système permettant de limiter les efforts de torsion appliquées à l'aile, sa structure ne nécessite pas l'ajout d'autant de renforts structurels que sur les appareils « classiques », ce qui permet de réduire la masse de l'avion en ordre de combat.
Ces modifications, qui peuvent être réalisées de manière logicielle, améliorent la performance globale de l'avion ainsi équipé. Des études de conception récentes ont démontré qu'avec des avions de conception récente, des réductions de masse des ailes de 7 à 10 % pouvaient être obtenues sur des appareils à vitesse de croisière subsonique ou de type F-35, tandis que des réductions de l'ordre de 20 % pouvaient être obtenues pour des appareils à vitesse de croisière supersonique,.

## Essais en vol
Afin de tester en conditions réelles les théories entourant le programme AAW Flight Research, la NASA et l'US Air Force se mirent d'accord pour financer le développement d'un démonstrateur, basé sur la cellule du F/A-18, qui fut repeinte dans une livrée essentiellement blanche et reçut le numéro de série NASA 853.
Les travaux de modification incluaient le montage, sur une cellule de F/A-18 existante, d'éléments provenant de l'aile du F/A-18 de préproduction précédemment utilisée pour le projet High Alpha Research Vehicle, ainsi que l'installation de becs divisés en deux parties,, et l'ajout d'un système de contrôle modifié des becs de bord d'attaque et des volets extérieurs de l'aile,, conçu par la société Moog. Les caissons arrière originaux des ailes du F/A-18 étaient faits d'un sandwich de structures en nid d'abeilles à base d'aluminium et de matériaux composites. Pendant les premiers essais en vol, les ailes se montrèrent trop flexibles à haute vitesse pour que les ailerons puissent fournir l'autorité en roulis spécifiée à l'avion,, ce qui explique pourquoi les ailes de l'avion de production furent renforcées. Toutefois la flexibilité trop importante de ces ailes de préproduction fut une caractéristique très intéressante pour prouver l'efficacité du système AAW installé sur le démonstrateur X-53. Les panneaux d'aile existants le long du caisson arrière de l'aile de l'avion furent alors remplacés par des panneaux appartenant au F/A-18 de préproduction.
Le système actionnant les becs de bord d'attaque comme des ailerons fut installé pour commander les becs extérieurs indépendamment des becs intérieurs,. Les becs intérieurs devaient toutefois aussi être utilisés comme des surfaces de contrôle. L'appareil subit également une mise à jour de l'ordinateur de contrôle des commandes de vol, conçue en coopération avec BAE Systems, afin d'intégrer les nouvelles lois de contrôle de ses gouvernes et des actionneurs nouvellement installés sur les ailes. Ces lois de contrôle avaient été développées pour appliquer de légères torsions sur la structure de l'aile, et des instruments furent installés à bord de l'avion pour mesurer avec précision les performances aéroélastiques de l'aile, dont une bosse caractéristique au-dessus du fuselage, et une longue perche de mesures installée sur le nez.
Après une préparation pour les essais en vol, l'avion effectua son premier vol sous sa nouvelle configuration le 15 novembre 2002,,. Ce vol fut le premier d'une série de 50 vols de vérifications et d'identification des paramètres,. Après cette première phase d'essais, qui se déroula sur une période de cinq mois, le nouveau logiciel de gestion des commandes de vol fut développé l'année suivante. Ce développement fut suivi d'une deuxième phases d'essais en vol, d'une durée de quatre mois, qui s’étala de décembre 2004 à mars 2005,. Comprenant environ 45 vols de recherches et d'essais de manœuvrabilité en roulis,, cette phase d'essais démontra avec succès la viabilité du concept AAW, avec des valeurs de manœuvrabilité comparables à celles d'un F/A-18 obtenues par simple utilisation de l'AAW, sans l'utilisation des gouvernes de profondeur habituellement pratiquée par les F/A-18 de production aux vitesses transsoniques et supersoniques. Les taux de roulis obtenus à 5 000 m d'altitude furent plus élevés à Mach 0,85 et Mach 1,2, et plus faibles à Mach 0,95, similaires à ceux d'un F/A-18 conventionnel.
L'avion fut redésigné X-53 le 16 août 2006, sur ordre de l'USAF Deputy Chief of Staff. Il devint alors le premier X-plane réalisé par l'Air Vehicles Directorate depuis le concept de corps portant X-24, conçu dans les années 1960 et qui fut employé pour la conception de la navette spatiale.
Le coût total du programme X-53 s'éleva à approximativement 45 millions de dollars.

## Spécifications techniques
Données de NASA Fact Sheet.
Caractéristiques générales
- Équipage : 1 pilote
- Envergure : 11,71 m
- Hauteur : 4,65 m
- Masse maximale au décollage : 17 690 kg
- Moteur : 2 turbofans à faible taux de dilution avec postcombustion General Electric F404-GE-400, 71 kN de poussée unitaire avec PC

 Performances 
- Vitesse maximale : 1 912 km/h
- Plafond : 15 000 m

Avionique

- Le système d'actionnement des becs de bord d'attaque fut modifié chez McDonnell Douglas — désormais Boeing Phantom Works — par l'emploi d'une unité d'actuateurs hors-bord développée par Moog Inc. (en). Les lois de commande des gouvernes furent programmées à l'intérieur d'un ordinateur de vol expérimental, modifié pour inclure la possibilité d'éagir indépendamment sur les surfaces de contrôle placées vers l'extérieur des ailes[9].

### Articles
- (en) Edmund W. Pendleton, Denis Bessette, Peter B. Field, Gerald D. Miller et Kenneth E. Griffin, « Active Aeroelastic Wing Flight Research Program : Technical Program & Model Analytical Development », Journal of Aircraft, vol. 37, no 4,‎ juillet–août 2000 (présentation en ligne).
- (en) Edmund W. Pendleton, « Active Aeroelastic Wing », AFRL Technology Horizons, Selected Science and Technology Articles, vol. 1, no 2,‎ juin 2000.